# Triacanthodidae
Triacanthodidae é uma família de peixes da ordem Tetraodontiformes que geralmente costumam habitar águas profundas, próximos à recifes mesofóticos. Esta família possui 2 subfamílias, Hollardiinae (Tyler, 1968) e Triacanthodinae (Gill, 1862).

## Gêneros

### SubfamíliaHollardiinae
- Hollardia♀ (Poey, 1861)
- Parahollardia♀ (Fraser-Brunner, 1941)
- Prohollardia♀(Tyler, Jerzmanska, Bannikovk & Świdnicki, 1993)

### SubfamíliaTriacanthodinae:
- Atrophacanthus♂ (Fraser-Brunner, 1950)
- Bathyphylax♂ (Myers, 1934)
- Carpathospinosus♂ (Tyler, Jerzmanska, Bannikovk & Świdnicki, 1993)
- Halimochirurgus♂ (Alcock, 1899)
- Johnsonina♀ (Mylers, 1934)
- Macrorhamphosodes♂ (Fowler, 1934)
- Mephisto♂ (Tyler, 1966)
- Paratriacanthodes♂ (Fowler, 1934)
- Triacanthodes♂ (Bleeker, 1857)
- Tydemania♀ (Weber, 1913)